# Coomberianyah Lake
Coomberianyah Lake är en sjö i Australien. Den ligger i delstaten Western Australia, omkring 1 300 kilometer norr om delstatshuvudstaden Perth. Coomberianyah Lake ligger 34 meter över havet.
Omgivningarna runt Coomberianyah Lake är i huvudsak ett öppet busklandskap. Trakten runt Coomberianyah Lake är nära nog obefolkad, med mindre än två invånare per kvadratkilometer. Genomsnittlig årsnederbörd är 589 millimeter. Den regnigaste månaden är januari, med i genomsnitt 220 mm nederbörd, och den torraste är september, med 1 mm nederbörd.